# Porcellio teodori
Porcellio teodori är en kräftdjursart som beskrevs av Arcangeli1927. Porcellio teodori ingår i släktet Porcellio och familjen Porcellionidae. Inga underarter finns listade i Catalogue of Life.